# Stephan Paßlack
Stephan Paßlack (* 24. August 1970 in Moers) ist ein ehemaliger deutscher Fußballspieler.

## Karriere
Der offensivstarke Abwehrspieler entstammte dem TV Asberg. Über den VfB Homberg wechselte er zu seinem ersten Bundesligaverein, Bayer Uerdingen, für den er zwischen 1989 und 1993 insgesamt 64 Bundesliga-Spiele bestritt und vier Tore schoss. In der Saison 1993/94 spielte er leihweise für den 1. FC Köln und erzielte in 18 Spielen ein Tor. Nach einem viermonatigen Abstecher zu Eintracht Frankfurt ohne Pflichtspiel setzte er seine Karriere ab Herbst 1994 bei Bayer Uerdingen fort und kam bis 1996 auf weitere 54 Spiele mit zwölf Treffern.
Von 1996 bis 1999 spielte er für Borussia Mönchengladbach. Dabei kam er auf 67 Spiele und sieben Tore. Danach spielte er zwei Jahre beim TSV 1860 München. In 34 Spielen erzielte er dabei ein Tor. Seine letzte Bundesliga-Station war dann der 1. FC Nürnberg. Von 2001 bis 2003 kam er noch auf 32 Spiele, schoss aber keine Tore mehr. Mit dem Club stieg er dann 2003 ab, blieb aber im Verein und kam so in der 2. Bundesliga in der Saison 2003/04 noch zu sieben Einsätzen. In der Saison 2004/05 spielte er für den KFC Uerdingen in der Regionalliga Nord, und in der Saison 2005/06 wegen eines Zwangsabstiegs in der Oberliga Nordrhein.
Er ist in seiner Laufbahn fünfmal aus der 1. Bundesliga abgestiegen: 1991, 1993 und 1996 mit Bayer Uerdingen, 1999 mit Borussia Mönchengladbach sowie 2003 mit dem 1. FC Nürnberg. Nur Jürgen Rynio und Andreas Keim waren ebenso glücklos.
Paßlack, der bereits im September 1992 von Bundestrainer Berti Vogts zu einem Sichtungslehrgang der Nationalmannschaft in der Sportschule Wedau eingeladen worden war, bestritt vier Länderspiele. Seinen beiden Einsätzen 1996 gegen Armenien und Nordirland folgten 1998 zwei weitere Spiele gegen Malta (ein Tor) und Rumänien.
Paßlack spielt in der Traditionsmannschaft von Borussia Mönchengladbach, der „Weisweiler-Elf“.